# Toviklin
Toviklin är en kommun i departementet Couffo i Benin. Kommunens yta är 120 km2, och den hade en befolkning på 88 611 invånare år 2013.